# Женская сборная Таиланда по водному поло
Женская сборная Таиланда по водному поло — национальная ватерпольная команда, представляющая Таиланд на международной арене. Управляющей организацией является Ассоциация водных видов спорта Таиланда (тайск. 대한수영연맹, англ. Thailand Aquatics Association, TAA; Thailand Swimming Association, TSA).

## Результаты выступлений

### Чемпионаты мира
| Год        | Место          | И              | В              | Н              | П              | ГЗ             | ГП             | +/-            |
| ---------- | -------------- | -------------- | -------------- | -------------- | -------------- | -------------- | -------------- | -------------- |
| 1986—2019  | не участвовали | не участвовали | не участвовали | не участвовали | не участвовали | не участвовали | не участвовали | не участвовали |
| 2022       | 15             | 5              | 1              | 0              | 4              | 30             | 100            | -70            |
| 2023—н. в. | не участвовали | не участвовали | не участвовали | не участвовали | не участвовали | не участвовали | не участвовали | не участвовали |

### Азиатские игры
| Год       | Место          | И              | В              | Н              | П              | ГЗ             | ГП             | +/-            |
| --------- | -------------- | -------------- | -------------- | -------------- | -------------- | -------------- | -------------- | -------------- |
| 2010—2014 | не участвовали | не участвовали | не участвовали | не участвовали | не участвовали | не участвовали | не участвовали | не участвовали |
| 2018      | 4              | 5              | 2              | 0              | 3              | 53             | 62             | -9             |
| 2022      | 5              | 6              | 2              | 0              | 4              | 70             | 96             | -26            |

### Чемпионаты Азии по водному поло[англ.]
| Год       | Место          | И              | В              | Н              | П              | ГЗ             | ГП             | +/-            |
| --------- | -------------- | -------------- | -------------- | -------------- | -------------- | -------------- | -------------- | -------------- |
| 2009—2015 | не участвовали | не участвовали | не участвовали | не участвовали | не участвовали | не участвовали | не участвовали | не участвовали |
| 2022      | 4              | 7              | 2              | 0              | 5              | 65             | 119            | -54            |
| 2023      | 2              | 6              | 3              | 0              | 3              | 58             | 64             | -6             |